# Частухові
Частухові (Alismataceae) — родина водяних рослин. Родина широко розповсюджена серед боліт та ставків усього світу.

## Класифікація
Містить 11 родів та 95 видів.
| - Albidella Pichon - Alisma L. - Alismaticarpum † Collinson - Astonia S.W.L.Jacobs - Baldellia Parl. - Burnatia Micheli - Butomopsis Kunth - Caldesia Parl. - Damasonium Mill. - Echinodorus Rich. ex Engelm. | - Helanthium (Benth. & Hook. f.) Engelm. ex J.G. Sm. - Hydrocleys Rich. - Limnocharis Bonpl. - Limnophyton Miq. - Luronium Raf. - Ranalisma Stapf - Sagisma † Nikitin - Sagittaria L. - Wiesneria Micheli |

## Практичне використання
Кілька видів у роді Sagittaria мають їстівне кореневище. Вирощуються для їжу людей та тварин у Південно-східній Азії. Вживають в їжу листя та бутони Limnocharis flava.

## Рідкісні види
До Червоної книги України занесено два види частухових — зіркоплідник частуховий (Damasonium alisma Mill.), кальдезія білозоролиста (Caldesia parnassifolia (L.) Parl.).